# Pelidnota sericeicollis
Pelidnota sericeicollis är en skalbaggsart som beskrevs av Frey 1976. Pelidnota sericeicollis ingår i släktet Pelidnota och familjen Rutelidae. Inga underarter finns listade i Catalogue of Life.